# Анисимов, Иван Андреевич
Иван Андреевич Анисимов (род. 9 ноября 1987, Ухта, Коми АССР) — российский лыжник, призёр чемпионата России по лыжным гонкам, чемпион мира по лыжероллерам. Мастер спорта России международного класса (2007).

## Биография
Начал заниматься лыжным спортом c 3-летнего возраста под руководством своего отца Андрея Леонидовича Анисимова, а с 11 лет — в ДЮСШ, где его отец работал тренером. В детстве также некоторое время занимался танцами. С 17 лет тренировался в Сыктывкаре. На внутренних соревнованиях представляет Республику Коми, со второй половины 2010-х годов представляет параллельным зачётом Санкт-Петербург.
Участник чемпионата мира среди юниоров 2006 года в Словении.
На чемпионате России в 2015 году стал серебряным призёром в спринте. Становился победителем и призёром этапов Кубка России, чемпионата СЗФО.
С сезона 2011/12 до сезона 2015/16 принимал участие в гонках Кубка мира. Лучший результат — 12-е место в спринте на этапе в Рыбинске в 2015 году. Также принимал участие в Кубке Восточной Европы, где стал победителем одной гонки.
Больших успехов добился в гонках на лыжероллерах. В 2007 году побеждал на чемпионате мира по лыжероллерам в эстафете. Победитель (2019, Ханты-Мансийск) и призёр этапов Кубка мира по лыжероллерам. В 2019 году занял пятое место в общем зачёте Кубка мира. Чемпион и призёр чемпионата России.

## Личная жизнь
Жена — биатлонистка сборной России Кристина Резцова.
Родители, Андрей Леонидович и Марина Сергеевна, работают детскими тренерами. Есть сестра Екатерина.